# Roundstone
Roundstone (en Irlandais « Cloch na Rón », soit « seal's rock » en anglais) est un village de la côte ouest de la république d'Irlande, situé dans le comté de Galway dans la région du Connemara.
La population est de 239 habitants dans le village, et 423 habitants dans les alentours.

## Historique
Il a été fondé dans les années 1820 par l'ingénieur écossais Alexander Nimmo. Un monastère a été construit en 1835, et dans les années 1840 75 maisons ont été construites. C'est un pittoresque port de pêche. On y trouve un atelier de fabrication d'instruments de musique traditionnels, à l'emplacement de l'ancien monastère.

## Jumelage
Noyelles-sous-Lens (France)

## Cinéma
Plusieurs films ont été tournés en partie à Roundstone :
- Le Piège (The Mackintosh Man) (1973) de John Huston
- Le Cheval venu de la mer (Into the West) (1992) de Mike Newell
- L'Entremetteur (The Matchmaker) (1997) de Mark Joffe
- Deux jours à tuer (2008) de Jean Becker

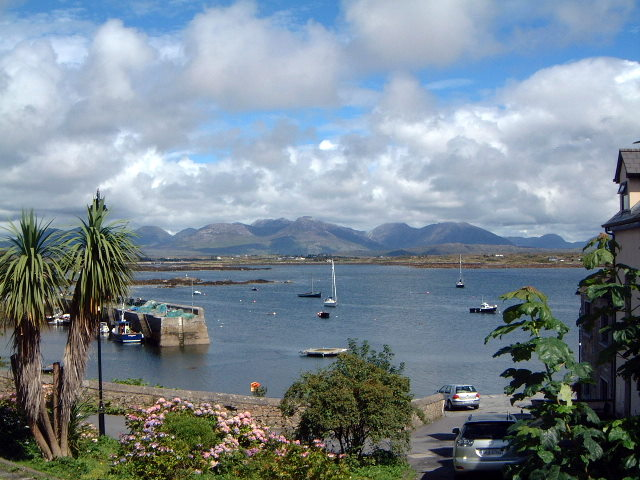
Vue sur le port de Roundstone